# ContraPoints
Natalie Wynn (ur. 21 października 1988) – amerykańska osobowość YouTube znana jako ContraPoints, specjalizująca się w rozbudowanych filmach dotyczących płci, polityki, filozofii i sprawiedliwości społecznej. Jest jedną z pierwszych twórczyń tzw. „BreadTube”.

## Twórczość
Publikuje filmy od 2008; początkowo kanał dotyczył filozofii i popularyzacji ateizmu, ale po ok. 2014 zmieniła jego profil, skupiając się na odpowiadaniu na argumenty tego co postrzega jako rosnącą liczbę i wpływ populistycznych i prawicowych producentów na YouTube. Określa się jako socjalistka i feministka; przerwała studia doktoranckie z filozofii na Northwestern University. W swoich filmach odwołuje się obszernie do tej nauki, i do osobistych doświadczeń z transpłciowością. Jej nowe materiały to komentarze i krytyczne omówienia bieżących figur i zjawisk kulturowych, jak społeczności „inceli”, Jordan Peterson czy Ben Shapiro, oraz argumentów pochodzących z różnorodnych systemów idei, od nacjonalizmu, faszyzmu i alt-right do konserwatyzmu i klasycznego liberalizmu. Przedstawia także wyjaśnienia stosowanych na lewicy pojęć takich jak kultura gwałtu. Krytykuje przy tym również niektóre aspekty lewicy, na przykład to co uznaje za tendencję do stosowania języka i argumentów, które są „logicznym sukcesem, ale retoryczną porażką”. Poświęca obecnie produkcji filmów cały czas, i utrzymuje się dzięki crowdfundingowi przez Patreon.
Ilustruje omawiane pojęcia i dylematy etyczne odgrywając szeroką paletę postaci toczących ze sobą dialogi, z wykorzystaniem złożonych kostiumów, charakteryzacji, scenografii, muzyki i oświetlenia. Według opinii autora Slate, „jej estetyka i styl osiąga poziom nieczęsto spotykany w telewizji, a tym bardziej na YouTube”. Podziw dla wartości produkcyjnej jej filmów wysunęły także teksty z The Economist, New York, Current Affairs, The New Yorker i The Atlantic – chwaląc również jej erudycję, zniuansowanie oraz umiejętne wykorzystanie czarnego, surrealistycznego humoru, sarkazmu i seksualności. Tekst The Verge określił ją „Oscarem Wilde YouTube'a”.
Jej film na temat „inceli” został wybrany przez Polygon jednym z dziesięciu najlepszych esejów filmowych 2018.